# Płaskosz pędowy modrzewnicy
Płaskosz pędowy modrzewnicy (Exobasidium karstenii Sacc. & Trotter) – gatunek grzybów z rodziny płaskoszowatych (Exobasidiaceae).

## Systematyka i nazewnictwo
Pozycja w klasyfikacji według Index Fungorum: Exobasidium, Exobasidiaceae, Exobasidiales, Exobasidiomycetidae, Exobasidiomycetes, Ustilaginomycotina, Basidiomycota, Fungi.
Po raz pierwszy opisali go w 1912 r. Pier Andrea Saccardo i Alessandro Trotter. Synonimy:
- Exobasidium andromedae P. Karst. 1882
- Exobasidium andromedae P. Karst. 1878
- Exobasidium vaccinii ** andromedae P. Karst. 1882
- Exobasidium vaccinii f. andromedae W. Voss 1891[2].

Polską nazwę zarekomendowała Komisja do spraw polskiego nazewnictwa grzybów.

## Morfologia
Grzyb pasożytniczy rozwijający się na liściach, pędach i pąkach kwiatowych modrzewnicy północnej. Porażone liście są znacznie szersze niż normalnie i mają barwę od czerwonawej do niebieskofioletowej. Pędy są nieco powiększone. Zwykle porażenie dotyczy izolowanych pędów. Pasożyt wytwarza zakrzywione, septowane bazydiospory o długości do 18 µm
Na modrzewnicy północnej pasożytuje jeszcze drugi gatunek płaskosza – płaskosz modrzewnicy (Exobasidium sundstroemii).

## Występowanie
Występuje w Ameryce Północnej, niektórych krajach Europy i w Rosji. W Polsce podano stanowisko tego gatunku w 2017 r. w rezerwacie przyrody Torfowisko Toporzyk w województwie zachodniopomorskim.